# Friedrich Berr

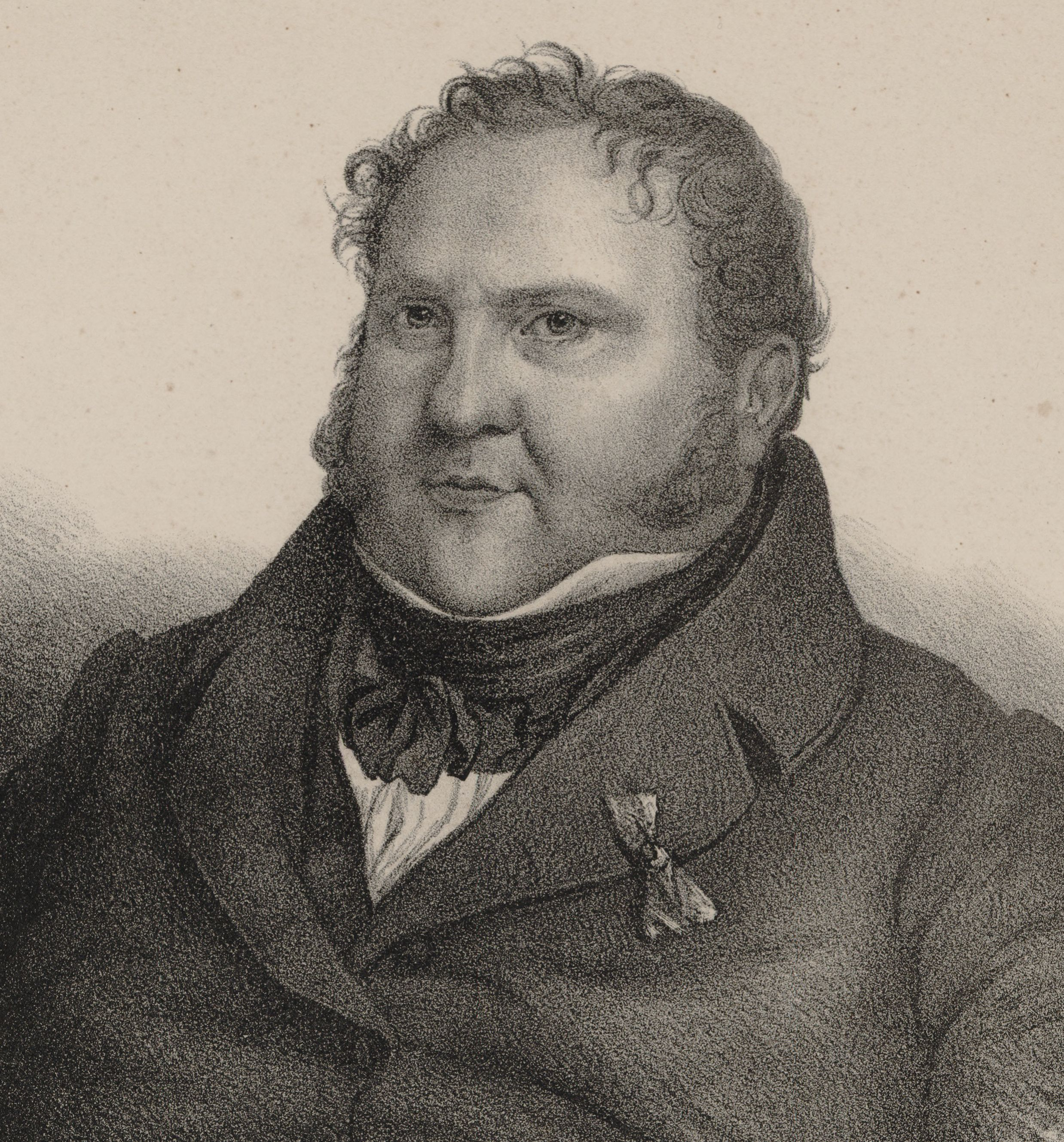
Friedrich Berr.

Friedrich (eller Frédéric) Berr, född den 17 april 1794 i Mannheim, död den 24 september 1838 i Paris, var en tysk klarinett- och fagottvirtuos, verksam i Frankrike.
Berr var professor vid Pariskonservatoriet och riddare av Hederslegionen. Han deltog som musikdirektör vid franska armén i flera fälttåg. Berr utgav klarinett-, fagott-, basun- och ofikleidskolor. Han skrev en mängd militärmusik och duetter för flöjt med mera. 